# Kaple svaté Rodiny (Odry)
Kaple svaté Rodiny je hřbitovní kaple ve městě Odry, vystavěná v letech 1718–1719 v barokním slohu.
Nachází se na městském hřbitově na severním předměstí, na nároží ulic Nadační a 1. máje. Od roku 1958 je památkově chráněna.
Při celkové rekonstrukci kaple v letech 2015–2016 byl odhalen vzácný deskový malovaný strop s vyobrazením korunování Panny Marie a bohatou vegetativní výzdobou.